# Rue Pasteur (Châlons-en-Champagne)
Pour l’article homonyme, voir Rue Pasteur.
La rue Pasteur  est une voie de la commune de Châlons-en-Champagne, située au sein du département de la Marne, en région Champagne-Ardenne.

## Situation et accès
La rue Pasteur appartient au centre-ville.
La voie est à sens unique allant de l'ouest vers l'est.

## Origine du nom
Le nom de la rue fait référence à Louis Pasteur, scientifique français, chimiste et physicien inventeur de la vaccination contre la rage et les maladies charbonneuses

## Historique
C'est l'une des anciennes voies de la ville historique avec nombre de bâtiments anciens et administratifs. Après avoir été nommée rue du Grenier-à-Sel, rue Saint-Nicaise en lien avec l'église éponyme du XIIIe et détruite en 1791, elle a pris le nom de rue Pasteur.

## Bâtiments remarquables et lieux de mémoire
- L'hôtel des Vidames ;
- la Banque de France du département de la Marne.

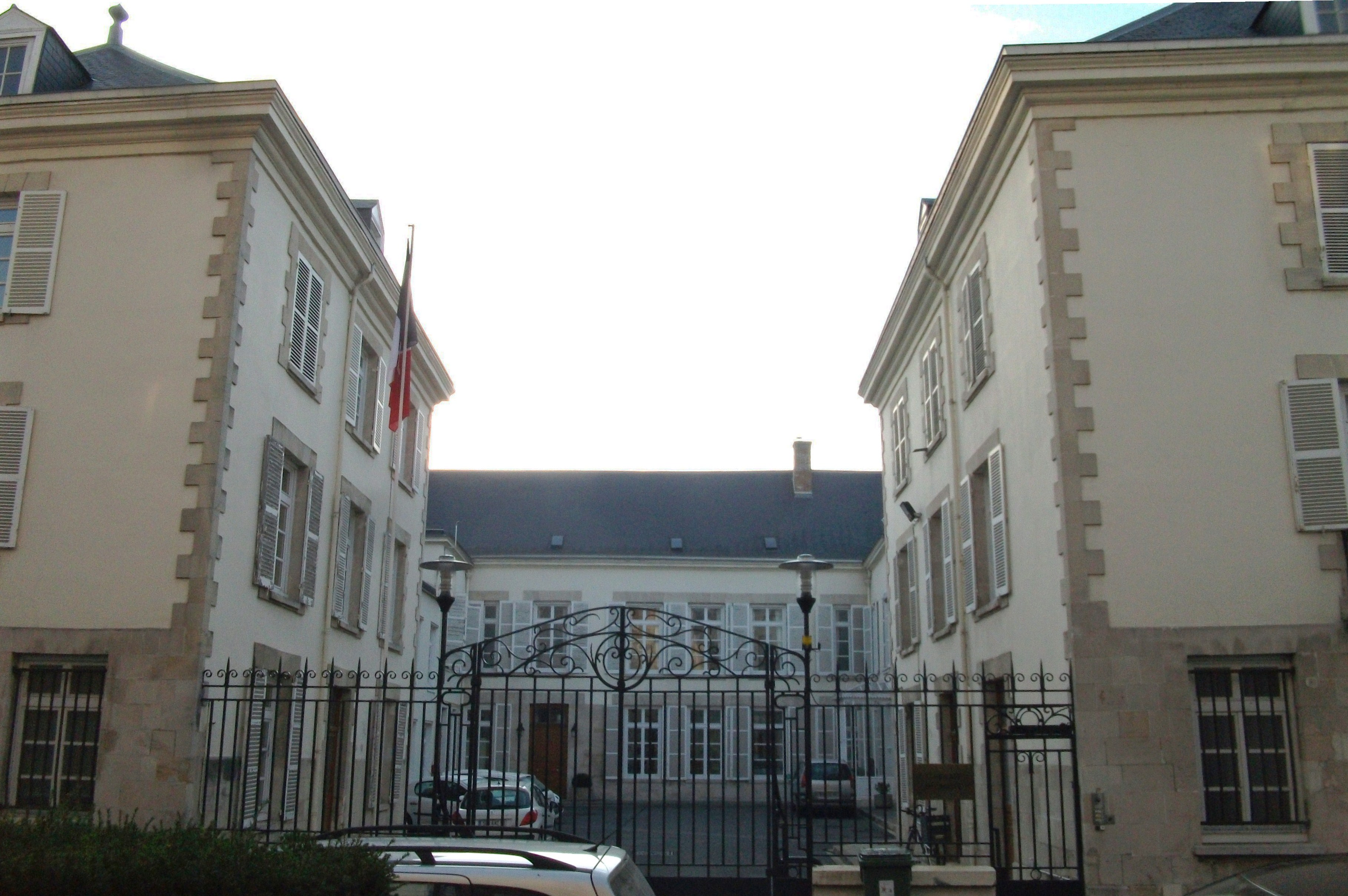
QG de la 1 brigade blindée,
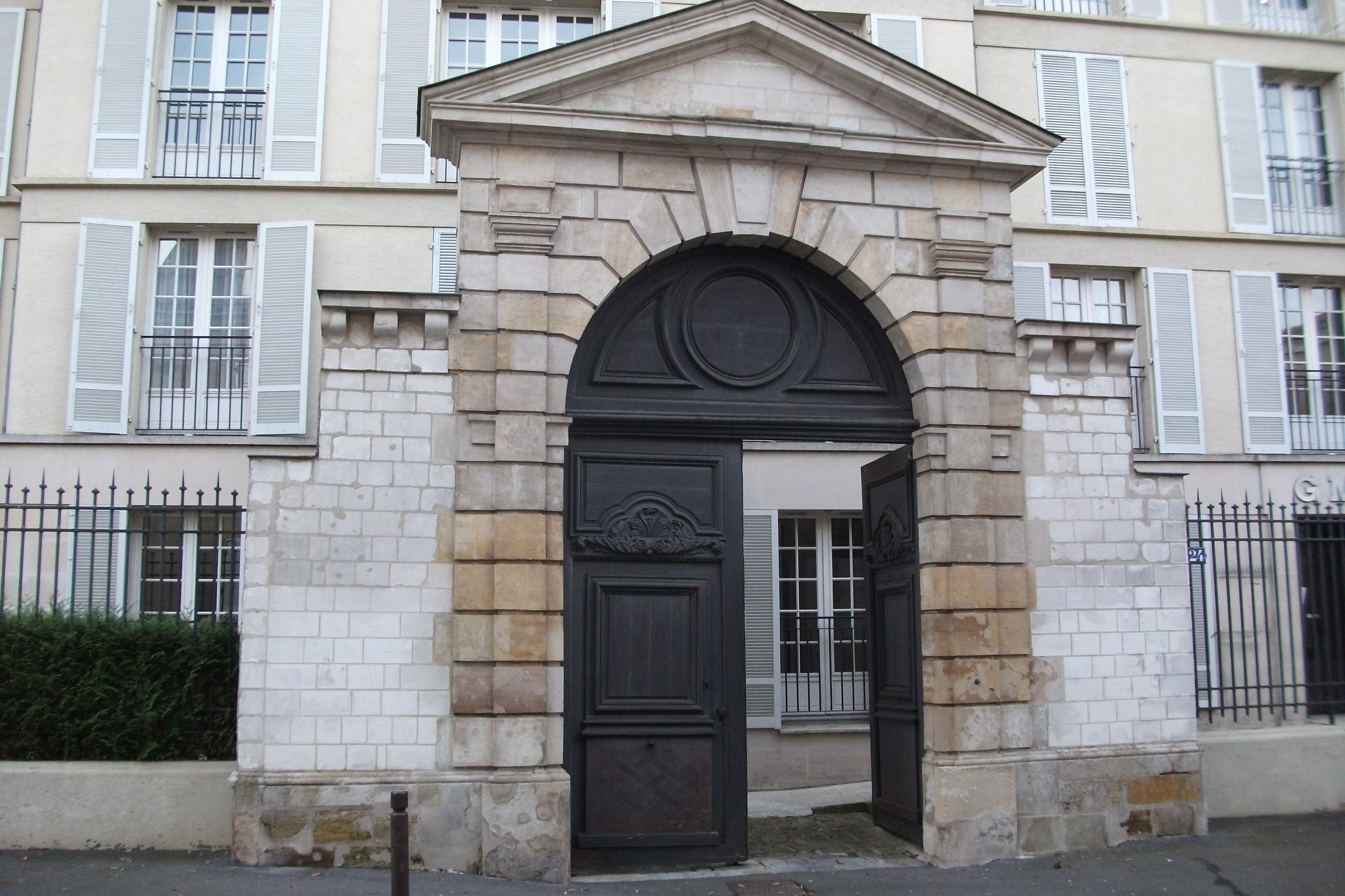
Ancienne porte de la rue,
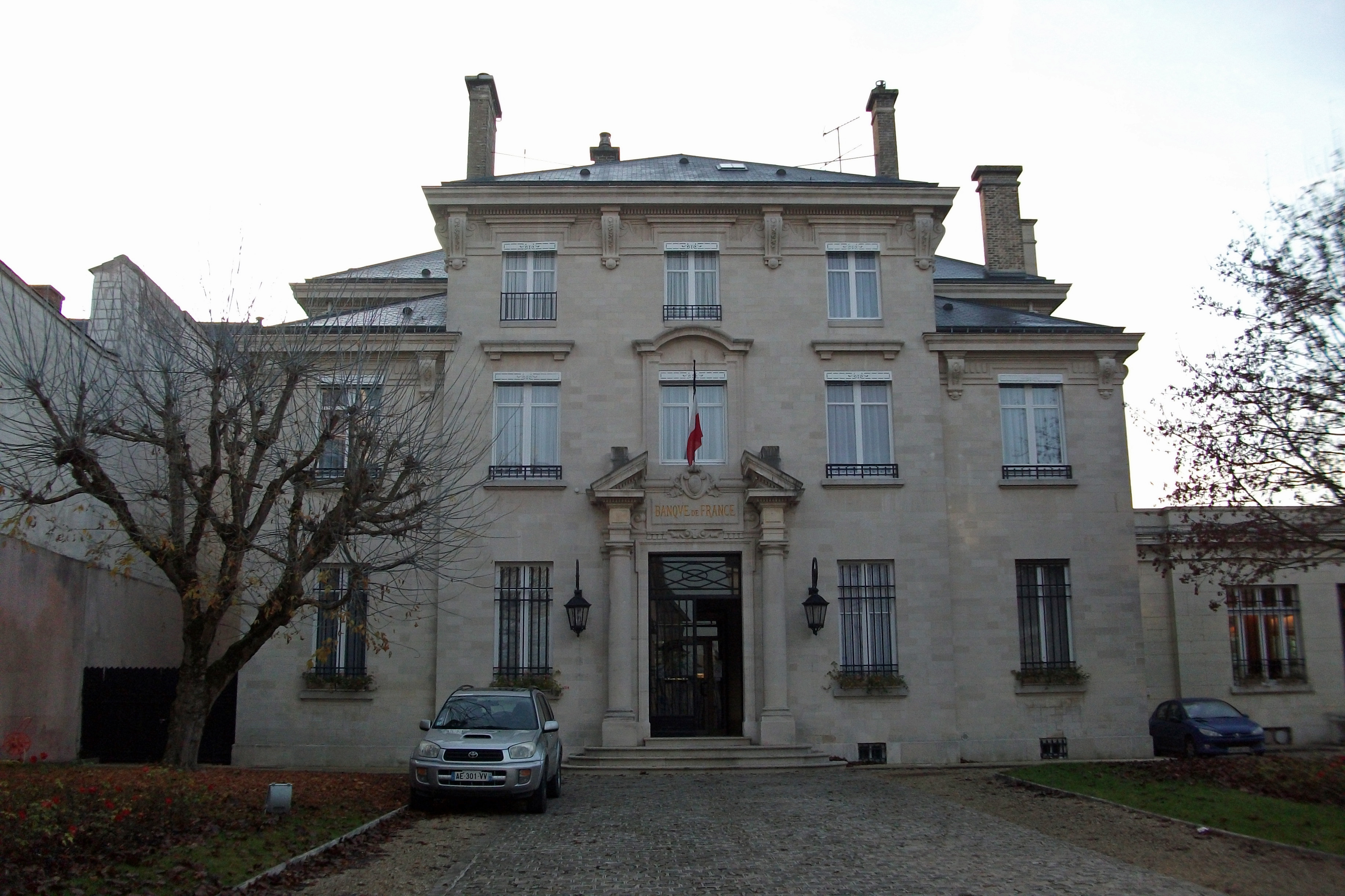
Bâtiment de la Banque de France.